# Amalienburg (Viena)
Amalienburg Castillo de Amalia) es el palacio de la viuda del emperador José I, Amalia Guillermina, frente a la entrada de la corte suiza en el Hofburg de Viena. La fachada del palacio está decorada con relojes únicos: uno regular en la parte superior y otro solar en la parte inferior. La construcción del castillo comenzó en 1575, pero en el siglo XVII fue remodelado significativamente. Fue en este palacio donde se ubicaron las habitaciones personales de la emperatriz Isabel de Baviera, y durante el Congreso de Viena, el zar ruso Alejandro I se alojó en este palacio.